# Luca Lezzerini
Luca Lezzerini (* 24. března 1995) je italský profesionální fotbalista, který hraje na pozici brankáře za klub Brescia Calcio.

## Klubová kariéra
Lezzerini je odchovanec Fiorentiny. V Serii A debutoval 1. listopadu 2015 v zápase proti Frosinone. Nahradil brankářského kolegu Cipriana Tătărușana po 71 minutách při domácí výhře 4:1.
Dne 10. července 2017, po krátkém hostování v Avellinu, s ním tento klub podepsal trvalou smlouvu.
Dne 30. června 2022 Lezzerini přestoupil do Brescie, poté, co Jesse Joronen odešel do Benátek.

## Statistiky

### Klubové
Platí k zápasu hranému 18. května 2024.
| Klub                 | Sezóna            | Liga              | Liga   | Liga | Národní pohár | Národní pohár | Kontinentální | Kontinentální | Ostatní | Ostatní | Celkově | Celkově |
| Klub                 | Sezóna            | Soutěž            | Zápasy | Góly | Zápasy        | Góly          | Zápasy        | Góly          | Zápasy  | Góly    | Zápasy  | Góly    |
| -------------------- | ----------------- | ----------------- | ------ | ---- | ------------- | ------------- | ------------- | ------------- | ------- | ------- | ------- | ------- |
| Fiorentina           | 2013/14           | Serie A           | 0      | 0    | 0             | 0             | 0             | 0             | —       | —       | 0       | 0       |
| Fiorentina           | 2014/15           | Serie A           | 0      | 0    | 0             | 0             | 0             | 0             | —       | —       | 0       | 0       |
| Fiorentina           | 2015/16           | Serie A           | 2      | 0    | 0             | 0             | 0             | 0             | —       | —       | 2       | 0       |
| Fiorentina           | 2016/17           | Serie A           | 1      | 0    | 0             | 0             | 1             | 0             | —       | —       | 2       | 0       |
| Fiorentina           | Celkově           | Celkově           | 3      | 0    | 0             | 0             | 1             | 0             | —       | —       | 4       | 0       |
| Avellino (hostování) | 2016/17           | Serie B           | 1      | 0    | —             | —             | —             | —             | —       | —       | 1       | 0       |
| Avellino             | 2017/18           | Serie B           | 20     | 0    | 0             | 0             | —             | —             | —       | —       | 20      | 0       |
| Avellino             | Celkově           | Celkově           | 21     | 0    | 0             | 0             | —             | —             | —       | —       | 21      | 0       |
| Benátky              | 2018/19           | Serie B           | 4      | 0    | 1             | 0             | —             | —             | 0       | 0       | 5       | 0       |
| Benátky              | 2019/20           | Serie B           | 34     | 0    | 2             | 0             | —             | —             | —       | —       | 36      | 0       |
| Benátky              | 2020/21           | Serie B           | 21     | 0    | 0             | 0             | —             | —             | 0       | 0       | 21      | 0       |
| Benátky              | 2021/22           | Serie A           | 6      | 0    | 2             | 0             | —             | —             | —       | —       | 8       | 0       |
| Benátky              | Celkově           | Celkově           | 65     | 0    | 5             | 0             | —             | —             | 0       | 0       | 70      | 0       |
| Brescia              | 2022/23           | Serie B           | 16     | 0    | 0             | 0             | —             | —             | 0       | 0       | 16      | 0       |
| Brescia              | 2023/24           | Serie B           | 25     | 0    | 0             | 0             | —             | —             | 1       | 0       | 26      | 0       |
| Brescia              | Celkově           | Celkově           | 41     | 0    | 0             | 0             | —             | —             | 1       | 0       | 42      | 0       |
| Celkově v kariéře    | Celkově v kariéře | Celkově v kariéře | 130    | 0    | 5             | 0             | 1             | 0             | 1       | 0       | 137     | 0       |